# Vanja Vonckx
Vanja Vonckx (nascida em 12 de fevereiro de 1973) é uma ex-ciclista de estrada belga que, em 1999, terminou em segundo lugar no Campeonato da Bélgica de Ciclismo em Estrada. Competiu como representante de seu país nos Jogos Olímpicos de Verão de 2000, onde terminou em quadragésimo lugar na prova de estrada feminina (individual).